# Железничка станица Сугита
Железничка станица Сугита (јап. 杉田駅) (Sugita-eki) је железничка станица у Јапану у префектури Фукушима, варош Нихонмацу на линији Тохоку, оператера ЈР Исток.

## Линија
Железничка станица Сугита се налази на линији Тохоку, на 246,6 км од почетне станице Токио. 

## Опис станице
Железничка станица Сугита има један острвски перона и два паралелна перона са местом за продају карата.
| 1 | ■ Главна линија Тохоку | за Фукушима |
| 2 | ■ Главна линија Тохоку | за Коријама |

## Суседне станице
| «                    | Сервис               | »                    |
| Главна линија Тохоку | Главна линија Тохоку | Главна линија Тохоку |
| -------------------- | -------------------- | -------------------- |
| Мотомија             | -                    | Нихонмацу            |

## Историја
Железничка станица Кагамиши отворена је 19. децембра 1948. године. Оператер је ЈР Исток након приватизације од стране Јапанске националне железнице (JNR) 1. априла 1987. године.